# 御誕辰祭
御誕辰祭（ごたんしんさい）は、故人の誕生日を祝う祭りのこと。
昭和年間の4月29日には昭和天皇の誕生日として天皇御誕辰祭（天長祭）に神事を執り行っていた神社もある。
12月14日は応神天皇の誕生日とされ、応神天皇と同一視されている八幡神を祭る八幡宮などでは応神天皇御誕辰祭が執り行われている
大きな規模で行われる祭りとしては、天満宮で行われる菅原道真の誕生日を祝う催し。夏越天神（なごしてんじん）とも呼ばれる。
開催日程は天満宮によって異なる。
- 防府天満宮では8月の3日～5日。同時期に「万灯の夕べ」が開催され、ボランティアと防府青年会議所が協力して参道にぼんぼりを置き、火を着ける作業を行う。これをすることで、菅原道真に天満宮への帰り道を暗示しているという。
- 北野天満宮では6月25日に行われる[6]。